# Io, modestamente, Mosè
Io, modestamente, Mosè (Wholly Moses) è un film statunitense del 1980, diretto da Gary Weis e interpretato da Dudley Moore, Richard Pryor, James Coco, Madeline Kahn. 
Il film uscì negli USA il 13 giugno 1980.

## Trama
Israele, primi anni 80. Due turisti, Harvey e Zoey, rinvengono, durante la visita ad una grotta, un papiro misterioso, che li mette al corrente della storia di Herschel, presunto cognato di Mosè, qui dipinto come un vecchio svanito. Su commissione di Dio, Herschel scriverà le Tavole dei 10 Comandamenti, ma Mosè se ne accaparrerà i meriti.